# Gasterosteus islandicus
Gasterosteus islandicus är en fiskart som beskrevs av Sauvage, 1874. Gasterosteus islandicus ingår i släktet Gasterosteus och familjen spiggfiskar. Inga underarter finns listade i Catalogue of Life.
Denna fisk förekommer endemisk i Island. För fynd från Norge och norra Finland behövs bekräftelse att de tillhör arten. Individerna lever i olika vattendrag och insjöar. De har troligtvis samma levnadssätt som storspigg (Gasterosteus aculeatus).
För beståndet är inga hot kända. Gasterosteus islandicus är inte sällsynt. IUCN kategoriserar arten globalt som livskraftig.